# Décembre 1984

## Événements
- 2 au 3 décembre : catastrophe de Bhopal. Un gaz extrêmement toxique, l'Isocyanate de methyle, s'échappe d'une usine de pesticides Union Carbide. Cette catastrophe est la catastrophe industrielle la plus grave jamais connue, elle cause plus de 20 000 morts et plus de 200 000 handicapés.
- 3 décembre : privatisation de British Telecom.
- 10 décembre : l'évêque sud-africain Desmond Tutu devient Prix Nobel de la paix.
- 19 décembre : déclaration commune sino-britannique sur la question de Hong Kong. Elle prévoit le retour de Hong Kong à la Chine le 30 juin 1997, après l’expiration de bail de 1898.
- 25 décembre (Argentine) : le Tribunal suprême, la plus haute instance en matière de justice, reconnaît à sa place la compétence du Tribunal fédéral pour juger les dirigeants des juntes.
- 31 décembre : 
  - Les États-Unis se retirent de l'UNESCO[1].
  - Taux de participation record aux élections générales en Inde (63 %). Le Parti du Congrès les remporte avec 49,2 % des voix.

## Naissances
- 1er décembre :
  - Ajuma Ameh-Otache, footballeuse nigériane († 10 novembre 2018).
  - Charles Michael Davis, acteur et mannequin américain.
  - Diane Nukuri, athlète burundaise.
  - Alexis Rhodes, cycliste australien.
  - Ben Mowen, joueur de rugby australien.
- 2 décembre : 
  - Candice Pascal, comédienne, mannequin et danseuse française.
  - Maryna Viazovska, mathématicienne ukrainienne.
- 7 décembre : 
  - Vera Zvonareva, joueuse de tennis russe.
  - Robert Kubica, pilote automobile polonais.
- 8 décembre : 
  - Badr Hari, kick-boxeur marocain de poids-lourds.
  - Karim Ouellet, chanteur canadien († 18 janvier 2022).
- 11 décembre: Olga Skabeïeva, personnalité de la télévision et politique russe.
- 13 décembre : Santi Cazorla, footballeur espagnol.
- 14 décembre : Krissy Lynn, actrice pornographique américaine.
- 15 décembre : Martin Škrtel, footballeur slovaque.
- 18 décembre : Modou Sougou, footballeur sénégalais.
- 20 décembre : Bob Morley, acteur Australien.
- 21 décembre : Jackson Rathbone, acteur américain.
- 22 décembre : Jonas Altberg, musicien suédois.
- 26 décembre : Leonardo Ghiraldini, joueur de rugby à XV italien.
- 27 décembre : Black Mesrimes, rappeur français.
  - Black M, chanteur et auteur-compositeur-interprète français.
- 28 décembre : 
  - Martin Kaymer, golfeur allemand.
  - Seán St Ledger, joueur de football professionnel irlandais.
  - Sandra Ygueravide, basketteuse espagnole.
  - Jamuovandu Ngatjizeko, footballeur namibien.
  - Duane Solomon, athlète américain.
  - Ielena Ivachtchenko (Еле́на Ви́кторовна Ива́щенко), judokate russe († 15 juin 2013).
  - Kimberley Mickle, athlète australienne.
  - Alexander « Alex » Lloyd, pilote automobile anglais.
  - Idrissa Adam, athlète camerounais.
  - Rosir Calderón, joueuse cubaine de volley-ball.
  - Sita-Taty Matondo, joueur international canadien de football.
  - Leroy Lita, footballeur anglais.
  - Denis Khismatoulline (Денис Римович Хисматуллин), joueur d'échecs russe.
  - Barret Browning, joueur de baseball américain.
  - Lydia Guirous, femme politique française.
  - Lisa Cant, mannequin canadien.
- 30 décembre : LeBron James, basketteur américain.

## Décès
- 1er décembre : Roelof Frankot, peintre néerlandais.
- 13 décembre : Margaret Livingston, actrice américaine.
- 17 décembre : Sonja Ferlov, sculptrice danoise (° 1er novembre 1911)..
- 20 décembre : Stanley Milgram, psychologue américain.
- 24 décembre : Peter Lawford, acteur et producteur anglo-américain (° 7 septembre 1923).
- 26 décembre : Chan Sy, premier ministre cambodgien (° 1932).
- 28 décembre : Sam Peckinpah, réalisateur américain.